# Авраменко Ольга Валентинівна
Авраменко Ольга Валентинівна (нар. 14 квітня 1961, Красноярськ, Росія) — фахівець у галузі гідромеханіки. Доктор фізико-математичних наук (2003), професор (2005).

## З життєпису
Закінчила Одеський університет (1983). Від 1984 — у Кіровоградському педагогічному університеті: від 2003 — завідувач кафедри прикладної математики, статистики та економіки.
Досліджує хвильові процеси у гідромеханіці..

## Праці
- Maple 9 та 1230 інтегралів, або Символьні обчислення у математичному аналізі. Кр., 2004. Ч. 1;
- Особенности волновых пакетов в двухслойной гидродинамической системе // Прикладна гідромеханіка. 2005. Т. 7(79), № 1;
- Stability of wave packets in layered hydrodynamic system subjected to the surface // Intern. J. Fluid Mechanics Research. 2006. Vol. 33, №